# Чемпионат России по дзюдо 1995
Чемпионат России по дзюдо 1995 года проходил в Рязани с 21 по 24 декабря.

## Медалисты

### Мужчины
| Категория                   | Золото                       | Серебро                        | Бронза                                                           |
| --------------------------- | ---------------------------- | ------------------------------ | ---------------------------------------------------------------- |
| Наилегчайший вес (до 60 кг) | Вардан Восканян Москва       | Константин Бутенин Красноярск  | Ю. Шурхай Ангарск Николай Кутергин Белгород                      |
| Полулёгкий вес (до 65 кг)   | Ислам Мациев Москва          | Гарик Айвазян Красноярск       | Иннокентий Кириллов Санкт-Петербург Максим Новолоцкий Красноярск |
| Лёгкий вес (до 71 кг)       | Виталий Макаров Челябинск    | Сергей Колесников Курган       | Анатолий Ларюков Владикавказ Руслан Газаев Москва                |
| Полусредний вес (до 78 кг)  | Герман Абдулаев Москва       | Виталий Крутоголов Владикавказ | Константин Савчишкин Елец Евгений Карпухин Красноярск            |
| Средний вес (до 86 кг)      | Олег Мальцев Красноярск      | Станислав Жуков Рязань         | Дмитрий Елагин Тюмень Тагир Абдулаев Санкт-Петербург             |
| Полутяжёлый вес (до 95 кг)  | Юрий Стёпкин Курск           | Евгений Печуров Коломна        | Сергей Алеханов Казань Олег Дягилев Тюмень                       |
| Тяжёлый вес (свыше 95 кг)   | Игорь Березницкий Красноярск | Владимир Кравчук Красноярск    | Дмитрий Дунаев Москва Дмитрий Платунов Санкт-Петербург           |
| Абсолютная категория        | Сергей Игнатьев Красноярск   | Михаил Коробейников Москва     | Вадим Коротков Московская область Шамиль Дарбишев Москва         |

### Женщины
| Категория                   | Золото                        | Серебро                     | Бронза                                                         |
| --------------------------- | ----------------------------- | --------------------------- | -------------------------------------------------------------- |
| Наилегчайший вес (до 48 кг) | Татьяна Кувшинова Дзержинск   | Светлана Комарова Дзержинск | Любовь Брулетова Пермь Сауле Бикбулатова Самара                |
| Полулёгкий вес (до 52 кг)   | О. Костина Дзержинск          | Ирина Павленина Пермь       | Марина Ковригина Красноярск Наталья Арановская Майкоп          |
| Лёгкий вес (до 56 кг)       | Ольга Федосеенко Болотное     | Татьяна Миньковская Пермь   | Юлия Фатеева Красноярск Элла Кузьменко Московская область      |
| Полусредний вес (до 61 кг)  | Татьяна Богомякова Пермь      | Ирина Афонина Тула          | Ольга Мартынюк Тюмень Ольга Иванова Московская область         |
| Средний вес (до 66 кг)      | Марина Захарова Пермь         | Инга Пырх Тюмень            | Елена Гусева Москва Раса Цеханавичюте Дзержинск                |
| Полутяжёлый вес (до 72 кг)  | Людмила Климчук Красноярск    | Наталья Котельникова Тюмень | Виктория Казунина Москва Юлия Овчинникова Пермь                |
| Тяжёлый вес (свыше 72 кг)   | Светлана Гундаренко Челябинск | Ирина Родина Тула           | Елена Герасимова Волгоград Теа Донгузашвили Владикавказ        |
| Абсолютная категория        | Светлана Гундаренко Челябинск | Ирина Родина Тула           | Светлана Галянт Петропавловск-Камчатский Ольга Матвеева Самара |